# Goldbaldrian
Goldbaldrian (Patrinia) ist eine Pflanzengattung in der Unterfamilie der Baldriangewächse (Valerianoideae) innerhalb der Familie der Geißblattgewächse (Caprifoliaceae). Die 14 sommergrünen Arten der Gattung sind im gemäßigten Zentralasien, Himalaya bis Ostasien verbreitet.

## Beschreibung

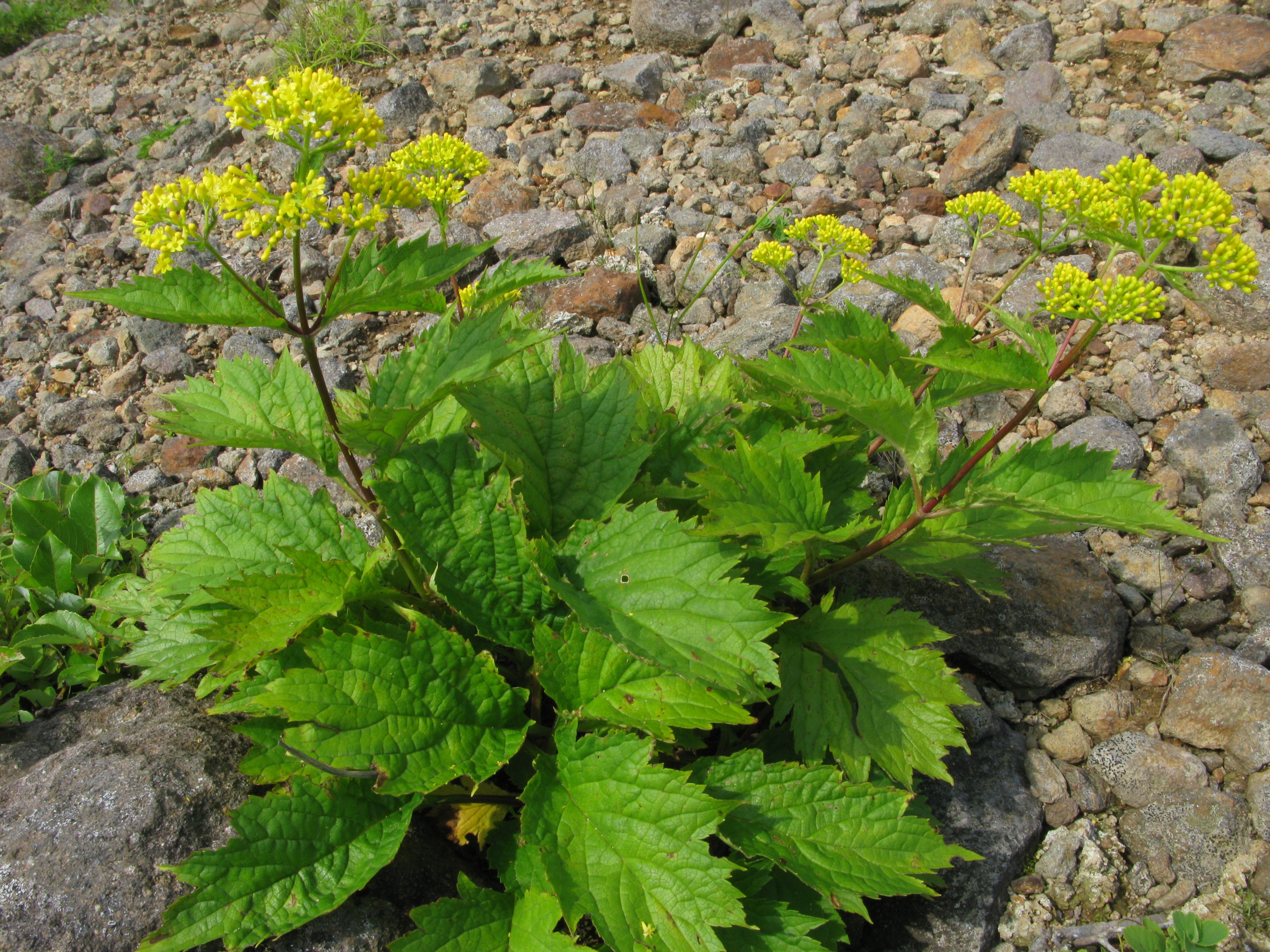
Höckriger Goldbaldrian (Patrinia gibbosa)

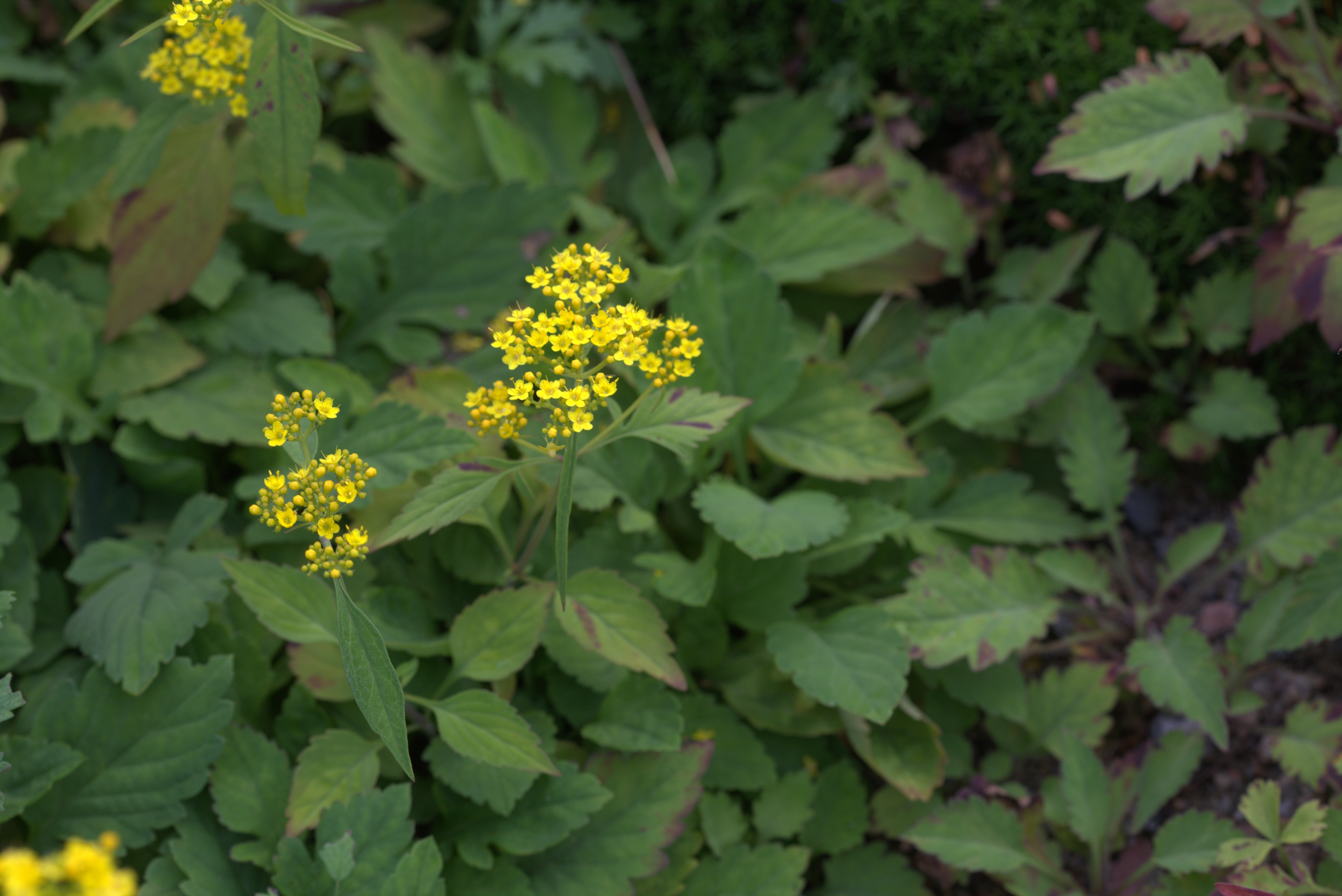
Patrinia heterophylla

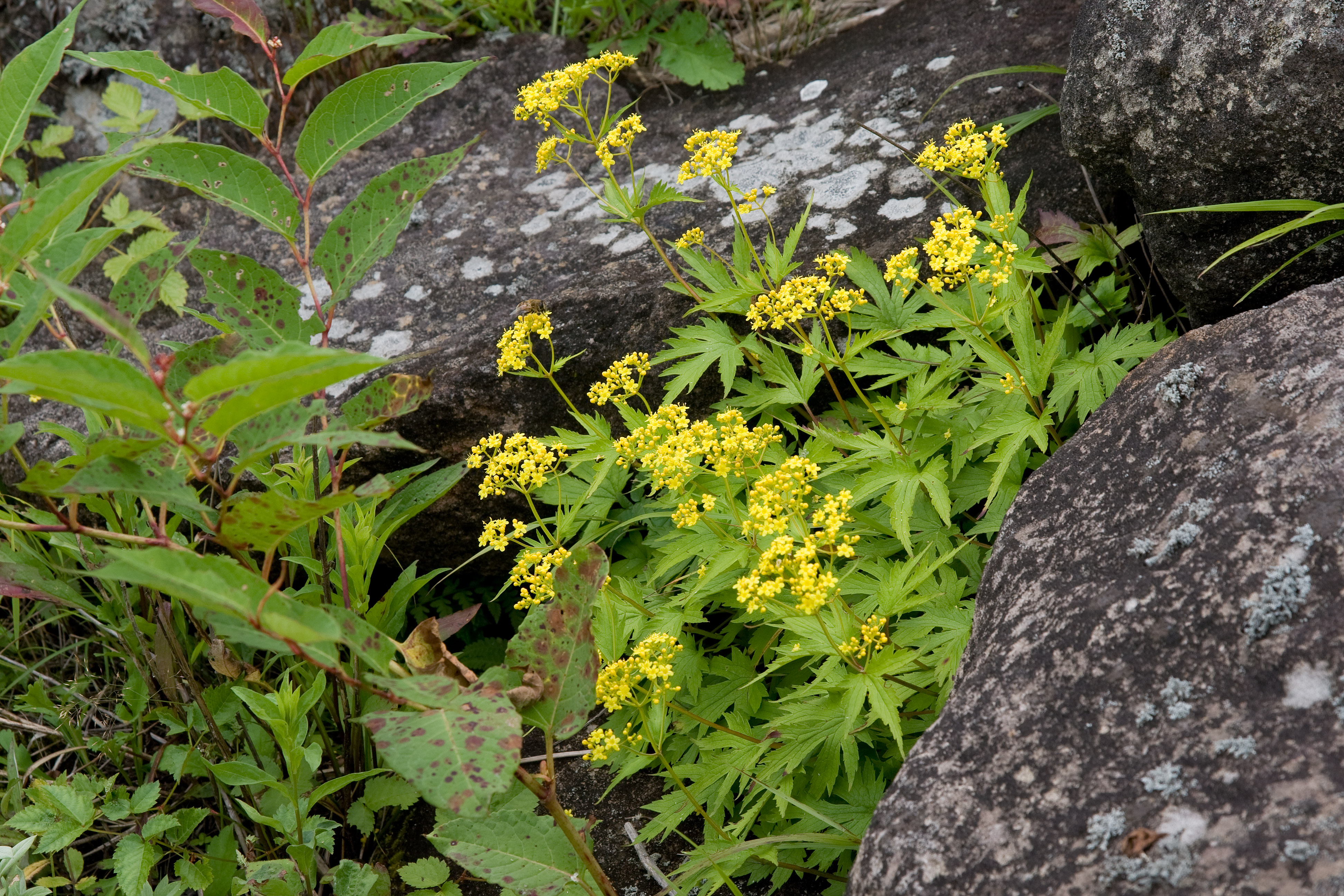
Lappenblättriger Goldbaldrian (Patrinia triloba)

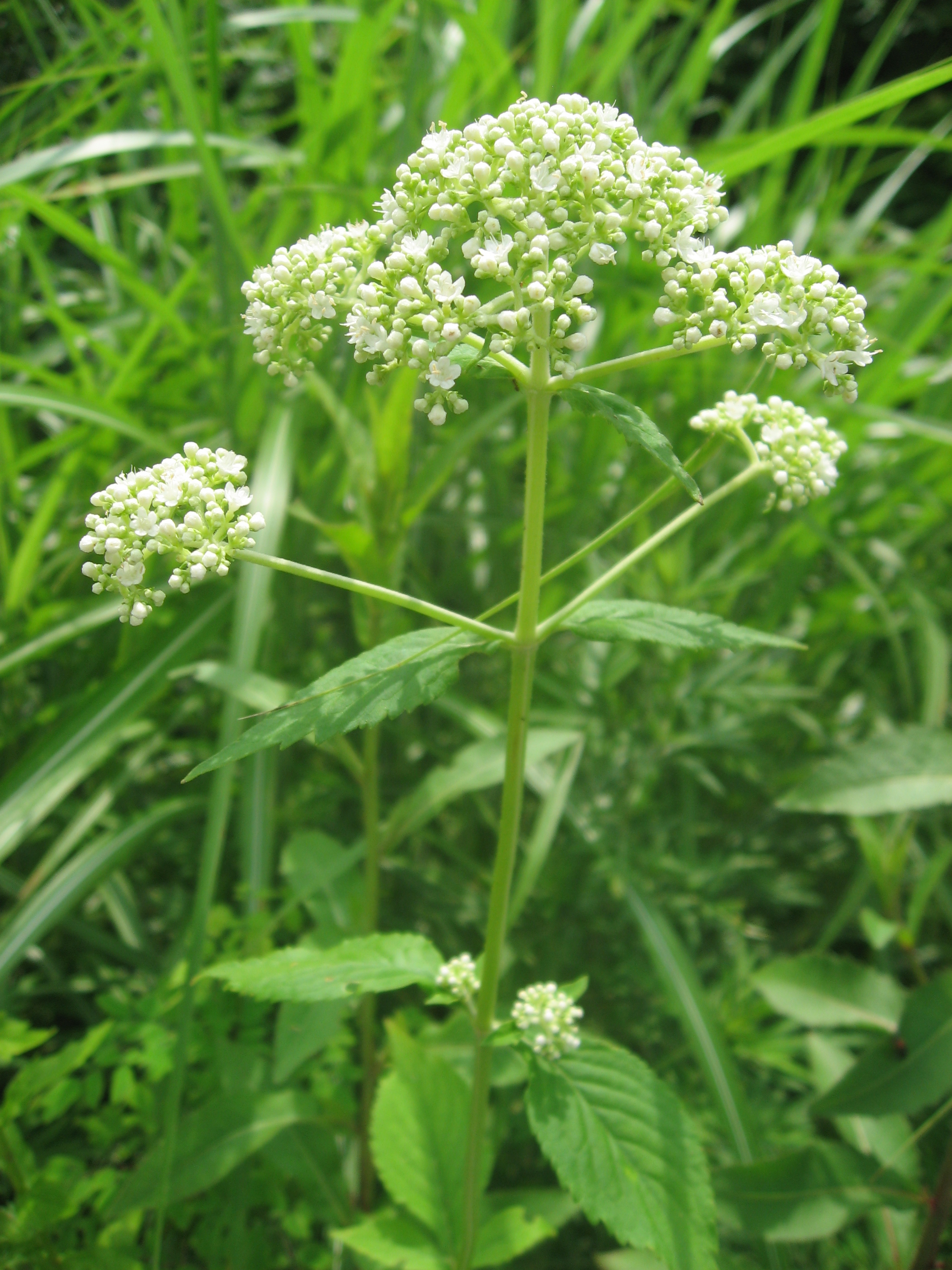
Behaarter Goldbaldrian (Patrinia villosa)

### Vegetative Merkmale
Goldbaldriane sind ausdauernde, selten zweijährige, krautige Pflanzen, die Wuchshöhen zwischen 20 und 100 Zentimeter erreichen und stark riechende Überdauerungsorgane in Form von Pfahlwurzeln oder unterirdischen Rhizomen bilden. Die Stängel sind manchmal an der Basis verholzt. Die grundständigen Laubblätter sind rosettenförmig, einfach bis fiederspaltig oder fiederteilig. Sie sind zur Blütezeit oft schon verwelkt. Die Stängelblätter sind gegenständig, einfach bis fiederspaltig oder fiederteilig, am Rand gesägt oder gezähnt, selten ganzrandig. Das Laub einiger Arten riecht in Herbst intensiv nach Valeriansäure.

### Generative Merkmale
Goldbaldriane bilden rispenartige, reich verzweigte Blütenstände mit vielen 3 bis 6 Millimeter großen Blüten. Die fünflappige, unten zu einer kurzen Kronröhre verwachsene Blütenkrone ist meist gelb oder hellgelb, selten weiß (Patrinia villosa). Die Blüten besitzen vier, gewöhnlich vorstehende Staubblätter in Form von zwei ungleich langen Paaren. Es werden meist geflügelte Achänen mit zusammengedrückten, ellipsenförmigen Samen gebildet.

## Systematik und Verbreitung
Die Gattung Patrinia wurde 1807 von Antoine-Laurent de Jussieu in Annales du Museum d’Histoire Naturelle, Band 10, Seite 311, aufgestellt. Die Gattung ist nach dem französischen Naturforscher Eugène Patrin (1742–1815) benannt. Synonyme für Patrinia sind Clarkeifedia Kuntze, Gytonanthus Raf. und Mouffetta Neck.. Das Verbreitungsgebiet der Gattung Patrinia reicht von den gemäßigten Gebieten Zentralasiens und Sibiriens bis Ostasien. Die Arten besiedeln insbesondere Gebirgswälder, Wiesen und steinige Hänge in halbschattigen Lagen.
In der Gattung Patrinia gibt es 14 Arten:
- Höckriger Goldbaldrian (Patrinia gibbosa Maxim.): Er kommt in Japan und auf den Kurilen vor.
- Patrinia glabrifolia Yamam. & Sasaki: Sie kommt auf Taiwan vor.
- Patrinia heterophylla Bunge: Sie kommt in der Mongolei, im zentralen und südöstlichen China, in Qinghai, in der Inneren Mongolei und der Mandschurei vor.
- Patrinia intermedia (Hornem.) Roem. & Schult.: Sie kommt im Altaigebirge, in Kasachstan, Kirgisistan, Mongolei, Tadschikistan und Xinjiang vor.
- Patrinia monandra C.B.Clarke: Sie kommt in Nepal, im östlichen Himalaya, im zentralen und südöstlichen China, in der Mandschurei und auf Taiwan vor.
- Patrinia rupestris (Pall.) Dufr.: Sie kommt in Westsibirien, im Altaigebirge, im Südsibirischen Gebirge, im Gebiet des Flusses Amur, im zentralen und südöstlichen China, in der Inneren Mongolei, in der Mandschurei und auf der Koreanischen Halbinsel vor.
- Patrinia saniculifolia Hemsl.: Sie kommt auf der Koreanischen Halbinsel vor.
- Skabiosenblättriger Goldbaldrian (Patrinia scabiosifolia Link): Er kommt im russischen Fernen Osten, insbesondere dem Gebiet des Flusses Amur, in der Mongolei, in Korea, Japan, dem zentralen und südöstlichen China, auf Taiwan und in Vietnam vor.
- Patrinia scabra Bunge: Sie kommt im nördlich-zentralen und südöstlichen China, in der Inneren Mongolei und der Mandschurei vor.
- Sibirischer Goldbaldrian (Patrinia sibirica (L.) Juss.): Er kommt im osteuropäischen Russland, in Kasachstan und Nordasien, im gemäßigten Ostasien, in der Mongolei, in der Inneren Mongolei und der Mandschurei, in Japan und auf den Kurilen vor.
- Patrinia speciosa Hand.-Mazz.: Sie kommt im südlich-zentralen China und in Tibet vor.
- Patrinia trifoliata L.Jin & R.N.Zhao: Sie kommt im nördlich-zentralen China vor.
- Lappenblättriger Goldbaldrian (Patrinia triloba (Miq.) Miq.): Er kommt in Japan vor. Von Patrinia triloba sind vier Varietäten bekannt:
  - Patrinia triloba var. triloba: Sie kommt in nördlichen Regionen der japanischen Hauptinsel Honshu vor.
  - Patrinia triloba var. kozushimensis Honda: Sie kommt auf den japanischen Izu-Inseln vor.
  - Patrinia triloba var. palmata (Maxim.) H.Hara: Sie kommt in zentralen Regionen der japanischen Hauptinsel Honshu vor.
  - Patrinia triloba var. takeuchiana (Makino) Ohwi: Sie kommt auf der japanischen Hauptinsel Honshu vor.
- Behaarter Goldbaldrian (Patrinia villosa (Thunb.) Dufr.): Er kommt im südlich-zentralen und südöstlichen China, in der Mandschurei, auf Taiwan und den Nansei-Inseln, in Japan, auf der Koreanischen Halbinsel sowie in Vietnam vor. Von Patrinia villosa sind zwei Unterarten bekannt:
  - Patrinia villosa subsp. villosa: Sie kommt im gesamten Verbreitungsgebiet außer der Mandschurei vor.
  - Patrinia villosa subsp. punctifolia H.J.Wang: Sie kommt nur in der Mandschurei vor.

Eine natürliche Hybride ist bekannt:
- Patrinia × hybrida Makino: Sie kommt in Japan vor und ist eine Hybride aus Patrinia scabiosifolia × Patrinia villosa.

## Verwendung
Einige Arten werden als Zierpflanzen verwendet, insbesondere Patrinia gibbosa, Patrinia scabiosifolia und Patrinia triloba. Die Arten bevorzugen einen lehmig-humosen Boden und können im Frühjahr leicht durch Teilung oder Aussaat vermehrt werden. Sie blühen im Hoch- und Spätsommer und eignen sich eher für kühle Schattenplätze als für sonnige Rabatten.
Arten der Gattung Patrinia werden in der traditionellen chinesischen Medizin mit dem Ziel einer hitzelösenden und entgiftenden Wirkung zur Behandlung von rheumatoider Arthritis, Durchfall, Hepatitis, Unterleibsentzündung und Colitis ulcerosa eingesetzt. Die pharmazeutische Industrie interessiert sich vor allem für die beiden Arten Patrinia scabiosifolia und Patrinia villosa, die entzündungshemmende, antimikrobielle und sedierende Substanzen enthalten, deren pharmazeutische Wirksamkeit aber noch unzureichend erforscht ist. Unter anderem wurden verschiedene triterpenoide Saponine, Flavonoide, Iridoide und ätherische Öle nachgewiesen.